# بنشاب
بنشاب
مدينة موريتانية تقع في الشمال الغربي وهي ثاني أكبر مدينة بعد أكجوجت في ولاية إينشيري وتشتهر هذه المدينة بمياهها المعدينة الغنية بالمواد الطبيعية حيث حازت على كثير من جوائز الجودة من طرف منظة الصحة العالمية.